# Łanna
Łanna (ukr. Ланна) – wieś na Ukrainie, w obwodzie połtawskim, w rejonie połtawskim, siedziba hromady. W 2001 liczyła 1981 mieszkańców, spośród których 1902 wskazało jako ojczysty język ukraiński, 63 rosyjski, 7 białoruski, 5 ormiański, 1 grecki, a 3 inny.
W 2024 roku liczyła 1754 mieszkańców.